# Ибрахим Сисе (фудбалер, 1996)
Ибрахим Сисе (фр. Ibrahim Cissé; Париз, 2. маја 1996) француски је фудбалер који тренутно игра за Ференцварош. Пореклом је из Сенегала.